# 杭州日租界

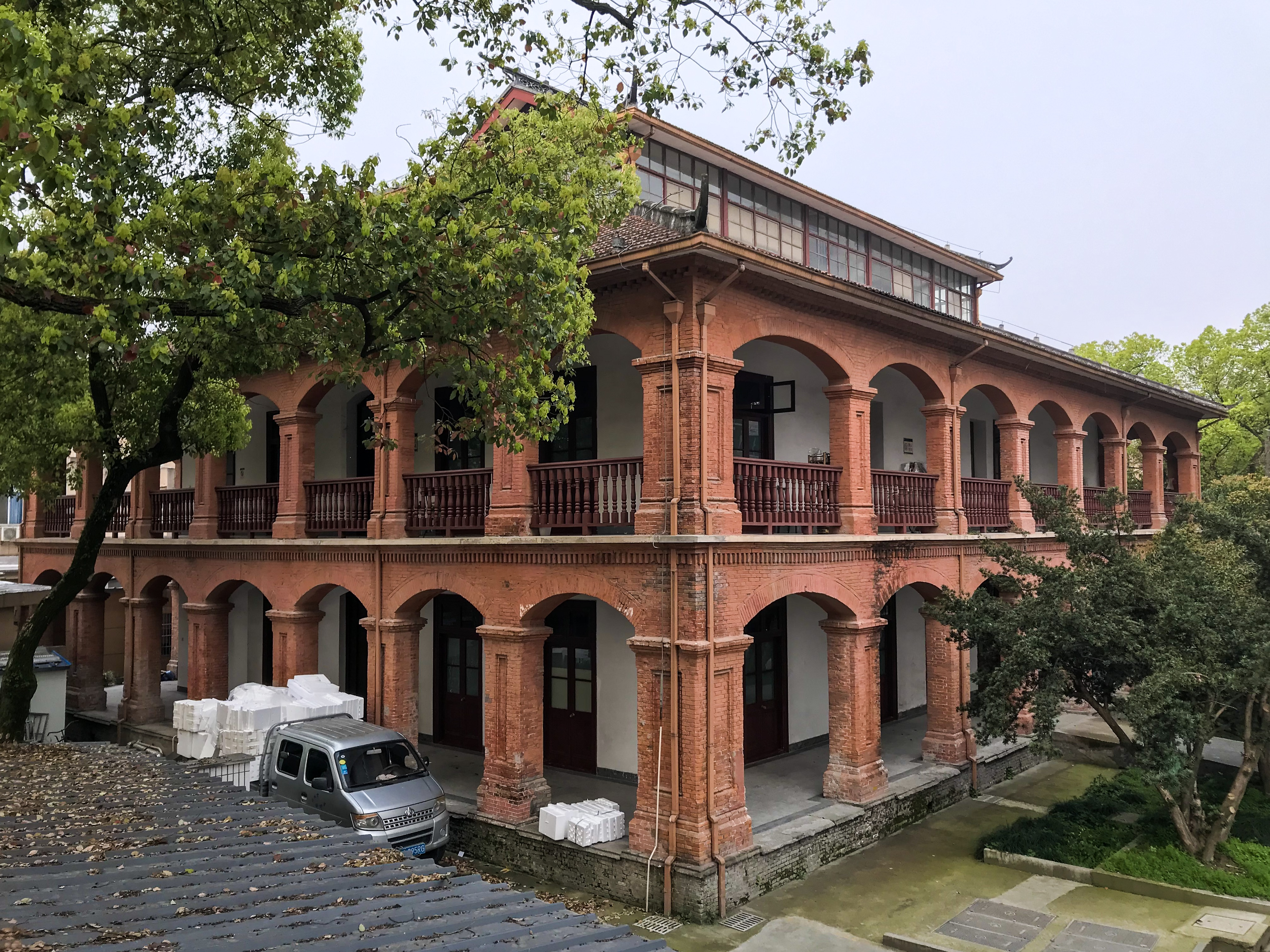
杭州关税务司署旧址，俗称洋关或杭州新关

杭州日租界是近代中国5个在华日租界之一（另外5个是天津日租界、汉口日租界、重庆日租界和苏州日租界），也是杭州惟一的租界。

## 历史

### 设立
中日甲午战争后，《马关条约》规定，新开辟杭州作为通商口岸。1895年11月，日本驻上海总领事珍田舍己来到杭州，欲在涌金门旁的西湖边开辟租界，遭到中国政府的拒绝，只愿将杭州城北15里处拱宸桥以北、京杭大运河东岸划为类似宁波江北岸性质的外国人公共居留地，中国保留行政管理权。浙江巡抚廖寿丰又立即着手在这一地区开辟马路、建筑海关。1896年9月27日，中日双方经过激烈争执，最终签订《杭州塞德尔门原议日本租界章程》，划定了面积1809亩的福连塞德尔门（Foreign Settlement），属于由中国政府管理的外国人居留区，其中北半部约900亩为日本人居留区。1897年5月13日，杭嘉湖道道台王祖光与日本驻杭州领事小田切萬壽之助在杭州重新签订了开辟杭州日租界的章程《杭州日本租界续议章程》，规定日本人居留区改为日本专管租界，中国政府修建道路等开支日后由日本人偿还。

### 收回
1943年2月，汪精卫政府接收了杭州日租界。

## 市政

### 交通
拱宸桥有铁路通往杭州艮山门，即江墅铁路。

## 经济

### 贸易
杭州日租界因为远离杭州城，始终未能繁荣，绝大部分地段一直是农田和坟墓。

### 娱乐业
部分日本人前往租界以南的公共通商场，开设大量妓院，1929年达到233家。

## 现状
昔日的杭州日租界，今天成了浙江麻纺织厂，没有留下任何遗迹。南面的公共通商场，还留下海关建筑和当年开辟的马路以及行道树。